# Christian Marquis
Christian Marquis (20 de octubre de 1953) es un deportista francés que compitió en remo. Ganó dos medallas en el Campeonato Mundial de Remo, plata en 1978 y bronce en 1979.

## Palmarés internacional
| Campeonato Mundial | Campeonato Mundial        | Campeonato Mundial | Campeonato Mundial |
| Año                | Lugar                     | Medalla            | Prueba             |
| ------------------ | ------------------------- | ------------------ | ------------------ |
| 1978               | Cambridge (Nueva Zelanda) | Medalla de plata   | Cuatro scull       |
| 1979               | Bled (Yugoslavia)         | Medalla de bronce  | Cuatro scull       |